# Madame Thénard
Pour les articles homonymes, voir Thénard.
Marie-Magdeleine-Claudine Chevalier-Perrin, dite Madame Thénard, est une actrice française née à Voiron le 11 décembre 1757 et morte à Paris le 20 décembre 1849.

## Biographie
Elle débute à la Comédie-Française en 1777. 
Sociétaire de la Comédie-Française en 1781. 
Elle est l'épouse de Grammont (acteur), qui lui donne un fils connu sous le nom de Thénard Jeune (Auguste Pierre Louis Chevalier-Perrin, né à Lyon le 24 avril 1779 et mort à Metz le 17 octobre 1825). D'après Ricord, un de ses fils a joué à la Comédie-Française après son rétablissement, sous le nom de Thenard. Jenny Thénard (1847-1920) fait partie de ses descendants.
Retraitée en 1819.